# Andrea Coppolino
Andrea Coppolino (Novedrate, 19 agosto 1979) è un ginnasta italiano che eccelle nella specialità degli anelli; gareggia per la Società Ginnastica Meda, allenato da Maurizio Allievi e Franco Giorgetti.

## Biografia
Nel 1996 conquista il suo primo titolo juniores agli anelli, mentre nel giugno del 2000 è per la prima volta campione italiano assoluto, sempre nella stessa specialità. Nel 1999 partecipa ai Mondiali di Tianjin, arrivando 5º.
A settembre, nonostante Andrea sia il miglior anellista italiano, viene escluso dai Giochi Olimpici di Sydney 2000.
Nel 2001 è 3º agli anelli ai Mondiali di Gand e vince l'argento ai Giochi del Mediterraneo; l'anno successivo agli Europei di Patrasso giunge 4º. L'escalation riprende nel 2003, quando è bronzo ai Mondiali di Anaheim (a pari merito con il connazionale Matteo Morandi.
Nell'aprile del 2004 si rompe il legamento crociato del ginocchio sinistro. Andrea non viene operato e per due mesi segue una riabilitazione fisica, che gli permetterà di prendere parte all'ultimo test pre-olimpico. Il 31 luglio 2004 Andrea partecipa all'incontro internazionale Italia-Spagna dove, nonostante tutto, ottiene il punteggio più alto agli anelli (9.725); il Responsabile Nazionale, ai tempi Bruno Franceschetti (Tecnico di Jury Chechi) decide di escluderlo dalla squadra delle Olimpiadi di Atene.
Per la seconda volta Andrea non viene convocato per i Giochi Olimpici.
Andrea viene operato il 30 settembre del 2004 ai legamenti del ginocchio sinistro.
Nel 2005 rientra nei campi di gara, dopo più di un anno di assenza, e vince la medaglia d'oro agli Europei di Debrecen e l'argento ai Giochi del Mediterraneo ad Almería.
Nel 2006, ai Campionati Europei di Volos (Grecia)  riconferma la sua tenacia e la sua bravura piazzandosi al 3º posto, mentre nel 2007 si laurea vicecampione d'Europa ai Campionati Europei nei Paesi Bassi.
L'anno dopo partecipa ai Giochi della XXIX Olimpiade di Pechino giungendo quarto nonostante un ottimo esercizio agli anelli, ciò ha provocato diverse polemiche riguardo al punteggio dato dai giudici.
Prosegue l'attività di ginnasta continuando ad ottenere piazzamenti italiani degni di nota ma comincia a maturare l'idea di abbandonare la ginnastica artistica.
Si ritira il 10 gennaio 2010.
Attualmente dirige un bar.

## Palmarès
Mondiali
- Bronzo Gand 2001 (anelli)
- Bronzo Anheim 2003 (anelli)

Europei
- Oro Debrecen 2005 (anelli)
- Bronzo Volos 2006 (anelli)
- Argento Amsterdam 2007 (anelli)

Giochi del Mediterraneo
- Argento Tunisi 2001 (anelli)
- Argento Almeria 2005 (anelli)

## Campionati nazionali
- Oro 6 volte campione nazionale agli Anelli (2000-2001-2002-2003-2006-2007)
- Oro 1 volte campione nazionale al corpo libero (2003)

## Manifestazioni internazionali
Coppa del mondo
- Bronzo Cottbus 2001 (anelli)
- Argento Parigi 2002 (anelli)
- Argento Finale Stoccarda 2002 (anelli)
- Bronzo Parigi 2003 (anelli)
- Argento Cottbus 2007 (anelli)

Altro
- Oro Yokohama International Cup - Giappone 1997 (anelli)
- Oro Grand Prix Torino 2005 (anelli)
- Oro Torneo Internazionale “Scherbo's Cup” - Minsk 2007 (anelli)
- Bronzo Grand Prix Aia Aequilibrium Cup - Milano 2008 (anelli)